# Баронс, Карлис
Ка́рлис Ба́ронс (латыш. Kārlis Barons, в советских документах Карлис Янович Баронс; 5 июня 1912, Дростенская волость — 17 марта 1996, Рига) — латвийский и советский ландшафтный архитектор, специалист по декоративному озеленению.
Родился на хуторе Леяс-Миндауги в Венденском уезде. Окончил 8-ю основную школу города Риги, а в 1933 году — Булдурскую школу садоводства, где его преподавателем был Андрей Зейдакс. Позднее работал под руководством Зейдакса в Рижском парковом управлении, на должности младшего чертёжника. Руководил садовыми работами при реконструкции Эбельмуйжского парка.
С 1944 года работал в Рижском садово-парковом тресте. С 1967 года — главный специалист проектного института «Коммунпроект». Участвовал в составлении проектов реконструкции рижских парков: парка Кронвалда, Зиедоньдарзса, Эспланады, парка Маскавас, парка Победы. Автор проектов по комплексному благоустройству отдельных кварталов Риги, озеленению набережных, сквера у филармонии (ныне — площадь Ливов), парков в Цесисе, Кулдиге, Смилтене, Ульяновске.
Похоронен на кладбище Райниса в Риге.

## Награды и звания
- Заслуженный агроном Латвийской ССР (1972).
- Орден Трудового Красного Знамени.
- Премия Андрея Зейдакса.

## Публикации
- Dārzu māksla. — Рига: Латгосиздат, 1960. — 159 с. (латыш.)
- Apstādījumi laukos (соавт.) — Рига: Лиесма, 1969. — 308 с. (латыш.)